# ان‌جی‌سی ۶۷۹۰
ان‌جی‌سی ۶۷۹۰ (انگلیسی: NGC 6790) یک سحابی سیاره‌ای جوان و فشرده با درخشندگی سطح بالا است که در صورت فلکی عقاب قرار دارد.